# Mateusz Birkut
Mateusz Birkut – postać fikcyjna, przodownik pracy, murarz-rekordzista, główny bohater filmu Człowiek z marmuru, występujący także w Człowieku z żelaza. W obu produkcjach, wyreżyserowanych przez Andrzeja Wajdę, w rolę tę wcielił się Jerzy Radziwiłowicz, który zagrał także Maćka Tomczyka, syna Birkuta.
Scenariusz filmów, autorstwa Aleksandra Ścibora-Rylskiego, opiera się częściowo na faktach z życia przodownika pracy Piotra Ożańskiego.
W Krakowie znajduje się ulica jego imienia.